# Pleasant View (Utah)
Pleasant View es una ciudad ubicada en el condado de Weber en el estado estadounidense de Utah. En el año 2000 tenía una población de 5.632 habitantes y una densidad poblacional de 323 personas por km². Pleasant View se localiza dentro de los límites metropolitanos de las ciudades de Ogden/Clearfield. Desde su colonización por pioneros mormones, la región siempre fue considerada como el norte de Ogden, siendo llamada inicialmente por varios apodos, incluyendo: «distrito del oeste», «Springtown» o, simplemente, «el oeste». A pesar de ser aún suburbio de Ogden, fue incorporada en 1945.

## Geografía
Pleasant View se encuentra ubicado en las coordenadas 41°19′18″N 111°59′54″O / 41.32167, -111.99833. Según la Oficina del Censo, la localidad tiene un área total de 6,7 km² (2,6 mi²), de la cual toda es tierra.

## Demografía
Según la Oficina del Censo en 2000, había 5.632 personas y 381 familias residentes en el lugar, 95.3% de los cuales eran personas de raza blanca y aproximadamente 3.9% de la población es de raza hispana o latina.
Según la Oficina del Censo en 2000 los ingresos medios por hogar en la localidad eran de $62,123, y los ingresos medios por familia eran $66,542. Los hombres tenían unos ingresos medios de $41,568 frente a los $30,308 para las mujeres. La renta per cápita para la localidad era de $22,694. Alrededor del 2,5% de la población estaban por debajo del umbral de pobreza.